# Mágus (perzsa vallás)
A mágusok (óperzsa: 𐎶𐎦𐎢𐏁 maguš) a papok kasztja az ókori Iránban, illetve általános elnevezése a zoroasztriánus papságnak. Nagy szerepet játszottak az ókori Irán politikai életében; az államiság korai szakaszában. Olyan papok voltak, akik különösen a jóslás és az álomfejtés terén voltak képzettek, és tökéletesen illettek a perzsa vallási rendszerbe. Később magát Zoroasztert is mágusnak mondták. A mágusok egyetlen vallási ceremóniáról sem hiányozhattak, ezért elmosták a különbségeket a saját vallásuk és a között a vallás között, amelybe megpróbáltak beleilleszkedni. Szent kasztként való tiszteletük a nem-árja médek közt könnyű bebocsájttatást biztosított nekik Zarathustra új vallásába is. Ezért állíthatták a Zoroaszterről is, hogy az maga is mágus. 
A kifejezés a hellenisztikus kortól a varázslók és asztrológusok megjelölése.

## Történelem
Eredetileg méd néptörzs volt (Hérodotosz szerint a "magoi" a hat méd törzs közé tartozik), amely az összes rituálés tevékenység végzésével volt megbízva, vallási korlátokra való tekintet nélkül, például attól függetlenül is, hogy melyik istennek szól az áldozat. Az Iráni-fennsíkon elterjedő zoroasztrizmus szintén a mágusok illetékességi körébe került, ezért többen úgy gondolják, hogy Zoroaszter tanításai integrálódtak a terület vallási hagyományaiba, és a mágusok törzsének a közvetítésével terjedtek el a birodalomban.
A perzsa Akhaimenida-ház idején Babilon fejlett igazgatási központ volt; valószínűnek tűnik, hogy a mágusok itt kerültek kapcsolatba azokkal az elgondolásokkal és praktikákkal, amelyeket aztán róluk neveztek el mágiának. (Az asztrológia is ide tartozik.) Így szerzett hírnevük indíthatta Máté evangéliumának szerzőjét arra, hogy beszámoljon a "bölcsek" látogatásáról Jézus születésekor. (a görög szövegben a "magoi" szó szerepel).

### Zoroasztrizmus
Zoroaszternek két különböző szava volt a papokra: a zaotar papi hivatalt betöltő személy, a manthran szent manthrákat költ. A zoroasztrizmus fejlődésével a mágusok egyre fontosabbak lettek a zoroasztriánus "egyház" működésében.
A mágus szó később alakváltozással mobed  lett, a mágusok legfőbb vezetője pedig a Mobedan Mobed nevet kapta.
A Szászánida-korszak után Iránban a főpap felvette a muszlim címekre emlékeztető "a hívők vezére" (hudnan peszobaj) címet.
Az újkorban rendszerint főpap, dasztur  tevékenykedik a "katedrális" tűztemplomban, amelynek liturgikus életét a neki alárendelt papokkal felügyeli.

### Fordítás
- Ez a szócikk részben vagy egészben  a   Magi című angol Wikipédia-szócikk fordításán alapul.  Az eredeti cikk szerkesztőit annak laptörténete sorolja fel. Ez a jelzés csupán a megfogalmazás eredetét és a szerzői jogokat jelzi, nem szolgál a cikkben szereplő információk forrásmegjelöléseként.
- Ez a szócikk részben vagy egészben  a(z)   Маги című orosz Wikipédia-szócikk fordításán alapul.  Az eredeti cikk szerkesztőit annak laptörténete sorolja fel. Ez a jelzés csupán a megfogalmazás eredetét és a szerzői jogokat jelzi, nem szolgál a cikkben szereplő információk forrásmegjelöléseként.